# American International Pictures
American International Pictures LLC (AIP sau American International Productions) este o companie americană de producție de filme deținută de Amazon MGM Studios. În perioada sa inițială de operație, AIP a fost o companie independentă de producție și distribuție de filme cunoscută pentru producerea și lansarea de filme din 1955 până în 1980, un an după achiziția sa de către Filmways în 1979.
A fost formată pe 2 aprilie 1954 ca American Releasing Corporation (ARC) de fostul director de vânzări al Realart Pictures Inc. James H. Nicholson și avocatul de divertisment Samuel Z. Arkoff, iar prima lor lansare a fost documentarul britanic din 1953 Operation Malaya. A fost dedicată lansării de filme cu buget redus, ambalate ca filme duble, de interes în primul rând pentru adolescenții din anii 1950, 1960 și 1970.
Compania a devenit eventual o parte a Orion Pictures, care la rândul ei a devenit o divizie a Amazon MGM Studios. Pe 7 octombrie 2020, la patru decenii după închiderea sa originală, MGM a readus AIP ca o etichetă pentru achiziții de filme lansate teatral și digital, cu MGM supravegeând prin platorme de streaming iar United Artists Releasing gestionând distribuția în cinematografe în America de Nord până în 2023 când Amazon MGM Studios a preluat-o.

## Librărie de filme

### Anii 1950

#### Ca American Releasing Corporation
- Operation Malaya (1955)
- The Fast and the Furious (1955)
- Five Guns West (1955)
- Outlaw Treasure (1955)
- The Beast with a Million Eyes (1955)
- Apache Woman (1955)
- Day the World Ended (1955)
- The Phantom from 10,000 Leagues (1955)
- Oklahoma Woman (1955)
- Female Jungle (1955)
- Gunslinger (1955)

#### Ca American International Pictures
- It Conquered the World (1956)
- Hot Rod Girl (1956)
- Girls in Prison (1956)
- The She Creature (1956)
- Shake, Rattle & Rock! (1956)
- Flesh and the Spur (1957)
- The Undead (1957)
- Voodoo Woman (1957)
- Rock All Night (1957)
- Naked Paradise (1957)
- I Was a Teenage Werewolf (1957)
- Invasion of the Saucer Men (1957)
- The Amazing Colossal Man (1957)
- I Was a Teenage Frankenstein (1957)
- The Astounding She-Monster (1957)
- The Cool and the Crazy (1958)
- War of the Colossal Beast (1958)
- How to Make a Monster (1958)
- Terror from the Year 5000 (1958)
- She Gods of Shark Reef (1958)
- High School Hellcats (1958)
- The Screaming Skull (1958)
- Machine-Gun Kelly (1958)
- Daddy-O (1958)
- Jet Attack (1958)
- Hell Squad (1958)
- Tank Battalion (1958)
- Hot Rod Gang (1958)
- Suicide Battalion (1958)
- Teenage Cave Man (1958)
- Paratroop Command (1959)
- A Bucket of Blood (1959)
- The Angry Red Planet (1959)
- Horrors of the Black Museum (1959)
- The Ghost of Dragstrip Hollow (1959)
- Attack of the Giant Leeches (1959)

### Anii 1960
- House of Usher (1960)
- Beyond the Time Barrier (1960)
- The Amazing Transparent Man (1960)
- Colossus and the Headhunters (1960)
- Assignment Outer Space (1960)
- Journey to the Lost City (1960)
- Alakazam the Great (1960)
- La Dolce Vita (1960)
- Black Sunday (1960)
- Konga (1961)
- Night Tide (1961)
- Master of the World (1961)
- The Pit and the Pendulum (1961)
- The Brain That Wouldn't Die (1962)
- Invasion of the Star Creatures (1962)
- Journey to the Seventh Planet (1962)
- The Premature Burial (1962)
- Panic in Year Zero! (1962)
- Tales of Terror (1962)
- Commando (1962)
- The Raven (1963)
- Atragon (1963)
- Dementia 13 (1963)
- Beach Party (1963)
- The Terror (1963)
- The Evil Eye (1963)
- The Haunted Palace (1963)
- Operation Bikini (1963)
- X: The Man with the X-Ray Eyes (1963)
- Attack of the Mushroom People (1963)
- Voyage to the End of the Universe (1963)
- Black Sabbath (1963)
- The Comedy of Terrors (1964)
- Under Age (1964)
- The Last Man on Earth (1964)
- Muscle Beach Party (1964)
- The Time Travelers (1964)
- The Masque of the Red Death (1964)
- Hercules and the Tyrants of Babylon (1964)
- Godzilla vs. the Thing (1964)
- Bikini Beach (1964)
- Pajama Party (1964)
- The Tomb of Ligeia (1964)
- Dr. Goldfoot and the Bikini Machine (1965)
- Beach Blanket Bingo (1965)
- Ski Party (1965)
- Planet of the Vampires (1965)
- Frankenstein Conquers the World (1965)
- Voyage to the Prehistoric Planet (1965)
- War-Gods of the Deep (1965)
- Die, Monster, Die! (1965)
- The Dirty Game (1965)
- Spy in Your Eye (1965)
- Secret Agent Fireball (1965)
- How to Stuff a Wild Bikini (1965)
- Dr. Goldfoot and the Girl Bombs (1966)
- Zontar, The Thing from Venus (1966)
- Curse of the Swamp Creature (1966)
- What's Up, Tiger Lily? (1966)
- The Wild Angels (1966)
- Queen of Blood (1966)
- Blood Bath (1966)
- Fireball 500 (1966)
- Trunk to Cairo (1966)
- The Eye Creatures (1966)
- War of the Monsters (1966)
- Tarzan and the Valley of Gold (1966)
- The Ghost in the Invisible Bikini (1966)
- Return of the Giant Monsters (1967)
- Monster from a Prehistoric Planet (1967)
- Yonggary, Monster from the Deep (1967)
- The Million Eyes of Sumuru (1967)
- Jack and the Witch (1967)
- Mars Needs Women (1967)
- Thunder Alley (1967)
- In the Year 2889 (1967)
- Devil's Angels (1967)
- The Trip (1967)
- The Born Losers (1967)
- Riot on Sunset Strip (1967)
- Creature of Destruction (1967)
- Wild in the Streets (1968)
- The Glory Stompers (1968)
- Destroy All Monsters (1968)
- Destroy All Planets (1968)
- The Mini-Skirt Mob (1968)
- The Savage Seven (1968)
- Maryjane (1968)
- Psych-Out (1968)
- Killers Three (1968)
- Three in the Attic (1968)
- Spirits of the Dead (1968)
- The Conqueror Worm (1968)
- Voyage to the Planet of Prehistoric Women (1968)
- The Wonderful World of Puss 'n Boots (1969)
- Attack of the Monsters (1969)
- Hell's Belles (1969)
- God Forgives... I Don't! (1969)
- The Oblong Box (1969)
- 'It's Alive!' (1969)
- Horror House (1969)
- Venus in Furs (1969)
- Angel, Angel, Down We Go (1969)
- De Sade (1969)
- The Honeymoon Killers (1969)
- Hell's Angels '69 (1969)
- The Day the Hot Line Got Hot (1969)

### Anii 1970
- The Savage Wild (1970)
- Strawberries Need Rain (1970)
- Scream and Scream Again (1970)
- Pacific Vibrations (1970)
- Twinky (1970)
- The Dunwich Horror (1970)
- The Bloody Judge (1970)
- Dracula Versus Frankenstein (1970)
- Bloody Mama (1970)
- Secrets of Sex (1970)
- Dorian Gray (1970)
- Wuthering Heights (1970)
- Count Yorga, Vampire (1970)
- A Bullet for Pretty Boy (1970)
- Cry of the Banshee (1970)
- Yog, Monster from Space (1970)
- Gamera vs. Monster X (1970)
- The Vampire Lovers (1970)
- Angel Unchained (1970)
- The Devil's Widow (1970)
- Gas-s-s-s (1971)
- Bunny O'Hare (1971)
- The Incredible 2-Headed Transplant (1971)
- The Abominable Dr. Phibes (1971)
- Godzilla vs. the Smog Monster (1971)
- The Return of Count Yorga (1971)
- Blood from the Mummy's Tomb (1971)
- Dr. Jekyll and Sister Hyde (1971)
- Heavy Traffic (1972)
- The Thing with Two Heads (1972)
- Dr. Phibes Rises Again (1972)
- Boxcar Bertha (1972)
- Frogs (1972)
- Slaughter (1972)
- Unholy Rollers (1972)
- Black Mama, White Mama (1973)
- Blacula (1973)
- Dillinger (1973)
- Slaughter's Big Rip-Off (1973)
- Black Caesar (1973)
- Scream, Blacula, Scream (1973)
- Coffy (1973)
- Sisters (1973)
- Hell Up in Harlem (1973)
- The Bat People (1974)
- Sugar Hill (1974)
- Truck Turner (1974)
- Foxy Brown (1974)
- Truck Stop Women (1974)
- The Nine Lives of Fritz the Cat (1974)
- Macon County Line (1974)
- Abby (1974)
- Vampira (1975)
- The Wild Party (1975)
- The Reincarnation of Peter Proud (1975)
- Cooley High (1975)
- Sheba, Baby (1975)
- The Land That Time Forgot (1975)
- Return to Macon County (1975)
- Six Pack Annie (1975)
- Friday Foster (1975)
- Shout at the Devil (1976)
- The Food of the Gods (1976)
- At the Earth's Core (1976)
- The Town That Dreaded Sundown (1976)
- The Little Girl Who Lives Down the Lane (1976)
- The Great Scout & Cathouse Thursday (1976)
- Futureworld (1976)
- A Matter of Time (1976)
- One Summer Love (1976)
- Tentacles (1977)
- Joyride (1977)
- Empire of the Ants (1977)
- The People That Time Forgot (1977)
- The Island of Dr. Moreau (1977)
- The Incredible Melting Man (1977)
- Jennifer (1978)
- Youngblood (1978)
- Force 10 from Navarone (1978)
- Our Winning Season (1978)
- Love at First Bite (1979)
- The Amityville Horror (1979)
- Meteor (1979)
- C.H.O.M.P.S. (1979)

### Anii 1980
- Mad Max (1980)
- Defiance (1980)
- The Visitor (1980)
- Nothing Personal (1980)
- Gorp (1980)
- How to Beat the High Cost of Living (1980)

### Anii 2020
- Breaking News in Yuba Country (2020)
- How It Ends (2020)
- Summer Days, Summer Nights (2021)
- About Fate (2022)
- Duetto (2022)